# (12327) Terbrüggen
(12327) Terbruggen, désignation internationale (12327) Terbrüggen, est un astéroïde de la ceinture principale.

## Description
(12327) Terbruggen est un astéroïde de la ceinture principale. Il fut découvert le 21 septembre 1992 à Tautenburg par Lutz Dieter Schmadel et Freimut Börngen. Il présente une orbite caractérisée par un demi-grand axe de 2,30 UA, une excentricité de 0,11 et une inclinaison de 1,2° par rapport à l'écliptique.

## Compléments